# William Baker
William Baker (1972) is een Britse botanicus die is gespecialiseerd in palmen.
In 1993 behaalde hij zijn B.A. aan de University of Oxford. In 1994 behaalde hij zijn M.Sc. aan de University of Reading. In 1997 behaalde hij aan deze universiteit een Ph.D.
Baker is lid van de Systematics Association, de IUCN-SSC Palm Specialist Group, Life Science Panel van de Royal Geographical Society, de Linnean Society of London en de Rock Garden Plant Commitee van de Royal Horticultural Society.
Baker is sinds 1998 werkzaam bij de Royal Botanic Gardens, Kew, waar hij sinds 2005 hoofd is van de afdeling palmenonderzoek op het herbarium als opvolger van John Dransfield.Baker houdt zich bezig met onderzoek betreffende de evolutiebiologie, systematiek en biogeografie van palmen.
Baker heeft samen met Scott Zona van de Fairchild Tropical Botanic Garden een voor de wetenschap nieuw palmengeslacht beschreven: Dransfieldia. Dit naar John Dransfield vernoemd geslacht omvat enkel de soort Dransfieldia micrantha, die voorkomt in Nieuw-Guinea.
Baker is (mede)auteur van artikelen in wetenschappelijke tijdschriften als American Journal of Botany, Botanical Journal of the Linnean Society, Curtis's Botanical Magazine, Kew Bulletin, Nature en Systematic Botany. Samen met John Dransfield, Nathalie W. Uhl, Conny B. Asmussen, Madeline M. Harley en Carl E. Lewis is Baker de auteur van het standaardwerk Genera Palmarum: The Evolution and Classification of Palms, dat in 2008 verscheen. In 2009 won dit boek de Annual Literature Award van de Council on Botanical and Horticultural Libraries.
In 2008 kreeg Baker van de Linnean Society of London de Bicentenary Medal, een onderscheiding voor een bioloog die jonger is dan veertig jaar vanwege uitmuntende prestaties. Hij is lid van de American Society of Plant Taxonomists.